# Eparchie astanská
Eparchie astanská je eparchie ruské pravoslavné církve nacházející se v Kazachstánu.

## Území a titul biskupa
Zahrnuje správní hranice území města Astana a Alma-Ata, také Almatské oblasti.
Eparchiálnímu biskupovi náleží titul biskup astanský a kazachstánský.

## Historie
Dne 26. ledna 1913 byl zřízen akmolinský vikariát omské eparchie. Dne 6. listopadu 1914 byl vikariát přenesen do Petropavlu.
Roku 1919 nebo roku 1921 byla zřízena samostatná akmolinská eparchie. V letech 1924-1925 se eparchie stala vikariátem omské eparchie a roku 1932 vikariátem petropavlské eparchie.
Dne 4. května 1871 byla zřízena taškentská a turkestánská. Kvůli nesouhlasu úředníků Taškentu se sídlem eparchie stalo město Věrnyj (dnes Almaty). Roku 1916 bylo sídlo přeneseno do Taškentu.
Roku 1937 byla činnost eparchie ukončena 5. června 1945 byla obnovena jako eparchie alma-atinská a kazachstánská.
Ve dnech 30. a 31. ledna 1991 byly z části území eparchie zřízeny nové eparchie oralská a šymkentská.
Dne 31. března 1999 bylo rozhodnuto Svatým synodem s přihlédnutím na statut hlavního města Astana o změně jurisdikce a tím došlo k přenesení města Astana z jurisdikce šymkentské eparchie do eparchie Alma-Ata. Tím biskup získal titul biskup astanský a alma-atinský.
Dne 7. května 2003 byl dekretem Svatého synodu zřízen Kazachstánský metropolitní okruh. Stejného dne byl metropolita voroněžský a lipecký Mefodij (Nemcov) jmenován novým metropolitou astanským a alma-atinským.
Dne 26. července 2010 bylo rozhodnuto o změně titulu biskupa na astanský a kazachstánský.
Dne 6. října 2010 byla z části území eparchie zřízena nová eparchie karagandská a eparchie pavlodarská.

## Seznam biskupů

### Akmolinský vikariát omské eparchie
- 1913–1914 Mefodij (Krasnopjorov) svatořečený mučedník

### Akmolinská eparchie
- 1919–1922 Gavriil (Vojevodin)

### Akmolinský vikariát omské eparchie
- 1925–1925 Alexij (Buj) svatořečený mučedník
- 1925–1928 Ioann (Trojanskij) svatořečený mučedník

### Akmolinský vikariát petropavlské eparchie
- 1929–1929 Vladimir (Gorkovskij)
- 1929–1930 Ioannikij (Čancev)

### Alma-atinská eparchie
- 1927–1929 Lev (Čerepanov)
- 1929–1930 Avgustin (Běljajev) nesměl převzít eparchii
- 1930–1932 German (Vejnberg)
- 1933–1936 Alexandr (Tolstopjatov)
- 1936–1937 Tichon (Šarapov)
  - 1937–1945 eparchie neobsazena
- 1945–1955 Mykolaj (Mohylevskij) svatořečený vyznavač
  - 1955–1956 Jermogen (Goluběv) dočasný správce
- 1956–1957 Ioann (Lavriněnko)
- 1957–1958 Alexij (Sergejev)
  - 1958–1958 Jermogen (Goluběv) dočasný správce
- 1958–1960 Innokentij (Leoferov)
- 1960–1975 Iosif (Černov)
- 1975–1982 Serafym (Gačkovskyj)
- 1982–1984 Irynej (Serednij)
- 1984–1990 Jevsevij (Savvin)
- 1990–1999 Alexij (Kutěpov)

### Astanská a alma-atinská eparchie
- 1999–2002 Alexij (Kutěpov)
  - 2002–2003 Jelevferij (Kozorez) dočasný správce
- 2003–2010 Mefodij (Nemcov)
- od 2010 Alexandr (Mogiljov)